# ريان كونسيدين
ريان كونسيدين (بالإنجليزية: Ryan Considine)‏ هو لاعب كرة قدم أمريكية أمريكي، ولد في 23 يناير 1984.